# کبوتر نوک‌کوتاه
 کبوتر نوک‌کوتاه (نام علمی: Patagioenas nigrirostris) نام یک گونه از سرده کبوتر میدانی آمریکایی است.